# Batalha da Baía Miyako
A Batalha de Miyako Bay (宮古湾海戦, Miyakowan Kaise) foi uma batalha naval que ocorreu durante a Guerra Boshin no Japão, a 6 de maio de 1869. É considerada parte da Batalha de Hakodate, em finais da Guerra Boshin, quando conflitos armados entre as forças imperiais do novo governo defrontaram-se contra rebeldes rōnin que queriam manter o sistema feudal no Japão.